# Distretto di Hassi Bahbah
Il distretto di Hassi Bahbah è un distretto della provincia di Djelfa, in Algeria, con capoluogo Djelfa.

## Comuni
Il distretto di Hassi Bahbah comprende 4 comuni:
- Hassi Bahbah
- Zaafrane
- Hassi El Euch
- Aïn Maabed